# Pantelimon
Pantelimon ist eine Stadt im Kreis Ilfov in Rumänien. Der Name bezieht sich auf den Heiligen Pantaleon.

## Lage
Pantelimon liegt in der Großen Walachei am Fluss Colentina, unmittelbar am östlichen Stadtrand von Bukarest. Das Zentrum der rumänischen Hauptstadt befindet sich etwa 10 Kilometer von Pantelimon entfernt.

## Geschichte
Der Ort wurde 1660 erstmals urkundlich erwähnt. Er blieb lange recht unbedeutend, bis sich seit etwa 1900 Bukarest immer weiter ausdehnte und Pantelimon ein Vorort dieser Stadt wurde. Insbesondere nach dem Zweiten Weltkrieg wurden Industriebetriebe angesiedelt. Seit den 1990er Jahren entstanden Einkaufszentren. Viele Bewohner Bukarests zogen in die Vororte – auch nach Pantelimon –, so dass hier die Bevölkerungszahl im Gegensatz zu den meisten anderen Regionen des Landes eher zunahm. Im Jahr 2003 sprach sich in einem Referendum die große Mehrheit der Bewohner dafür aus, die Gemeinde zur Stadt zu erheben. 2005 wurde dieser Wunsch umgesetzt.

## Bevölkerung
Bei der Volkszählung 2002 wurden in der Stadt 16.019 Einwohner registriert, darunter 15.067 Rumänen, 896 Roma und 29 Ungarn. 2021 bezeichneten sich von den 32.873 Einwohnern 26.500 als Rumänen, 931 als Roma, 36 als Türken, 35 als Magyaren und mehrere einstellige Ethnien.

## Verkehr
Pantelimon liegt südlich der Bahnstrecke Bukarest–Constanța. Der Bahnhof Pantelimon befindet sich allerdings etwa 5 km von der Stadt entfernt. Es bestehen gute Busverbindungen nach Bukarest.

## Sehenswürdigkeiten
- Kloster Cernica
- Naherholungsgebiete am See Lacul Pantelimon

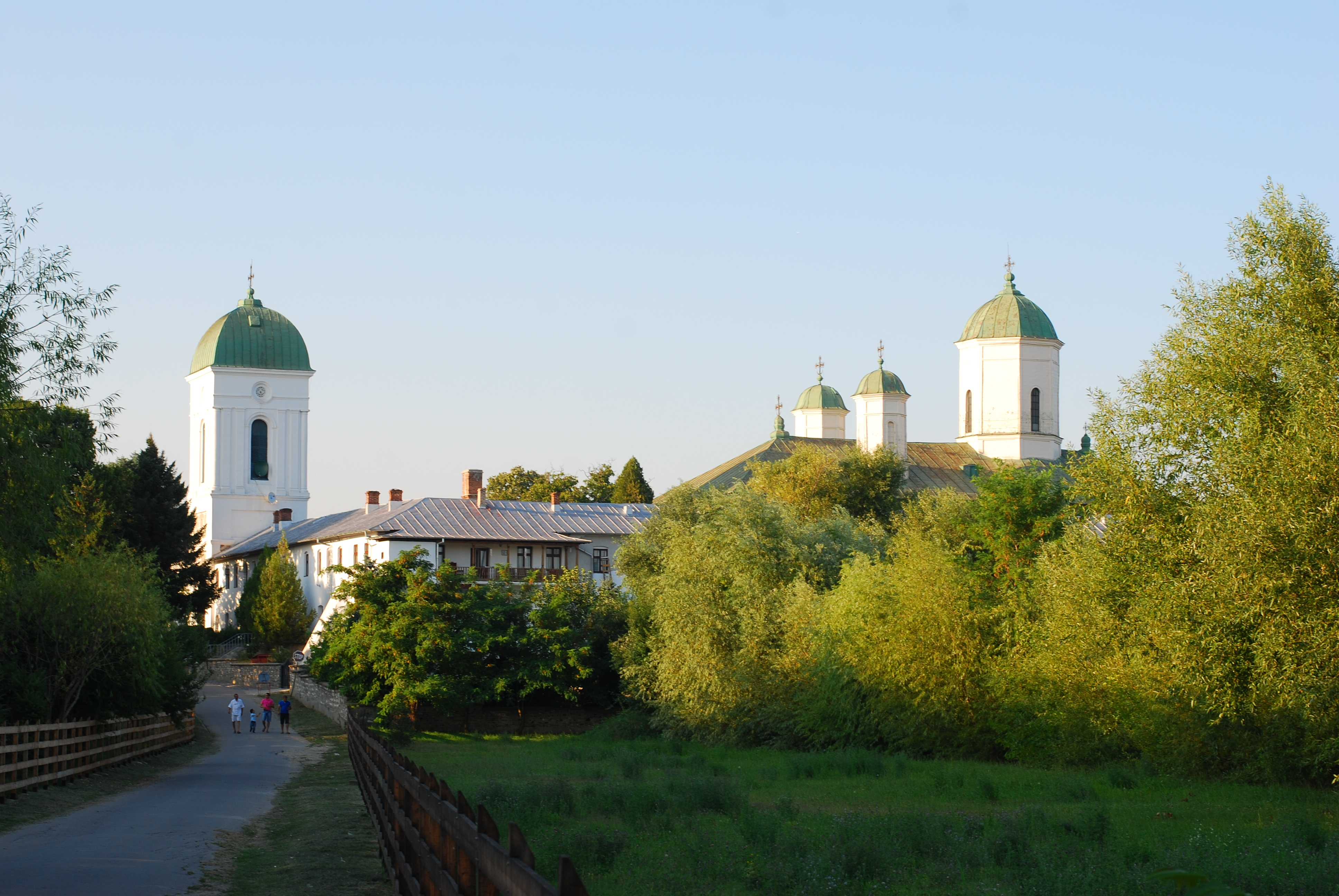
Das Kloster Cernica
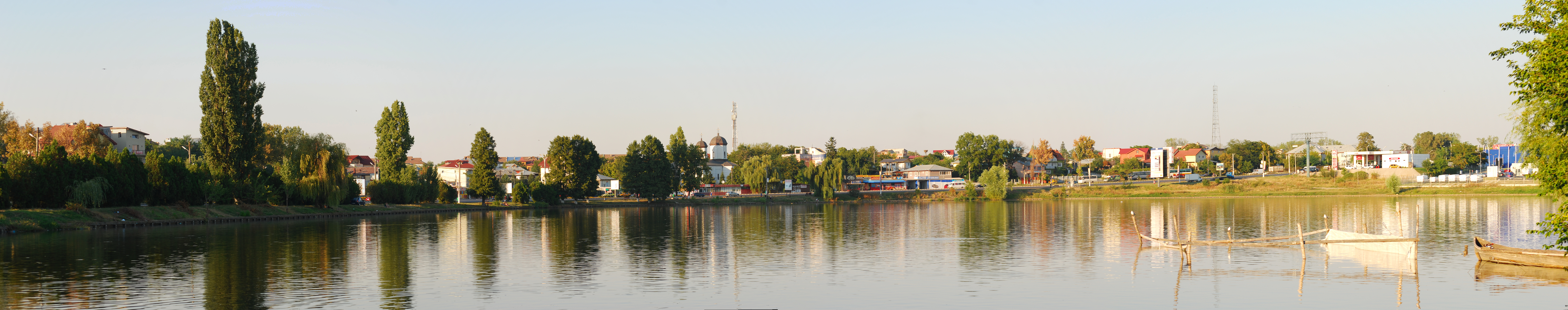
Blick auf den See und Ort Pantelimon
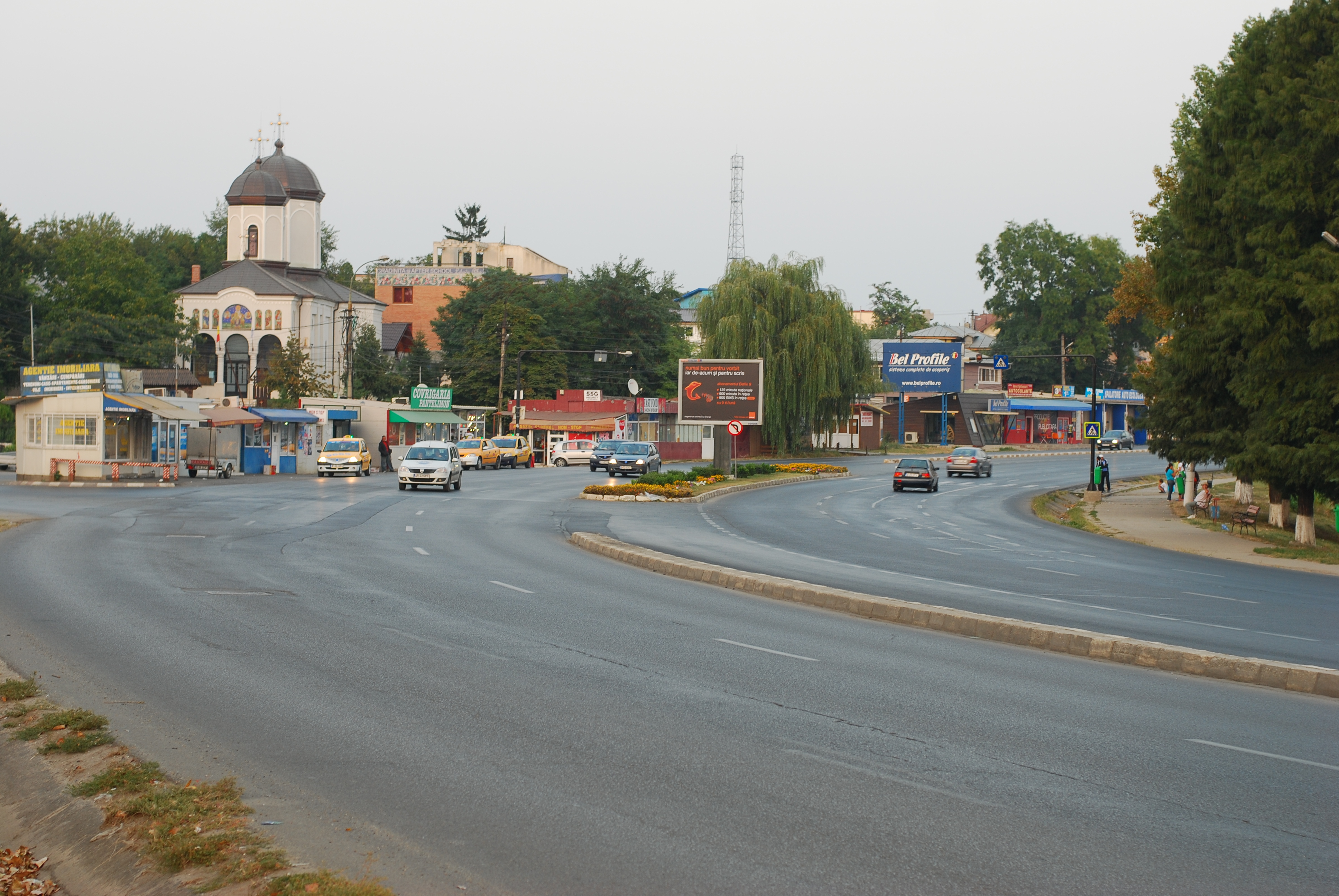
Blick auf Pantelimon
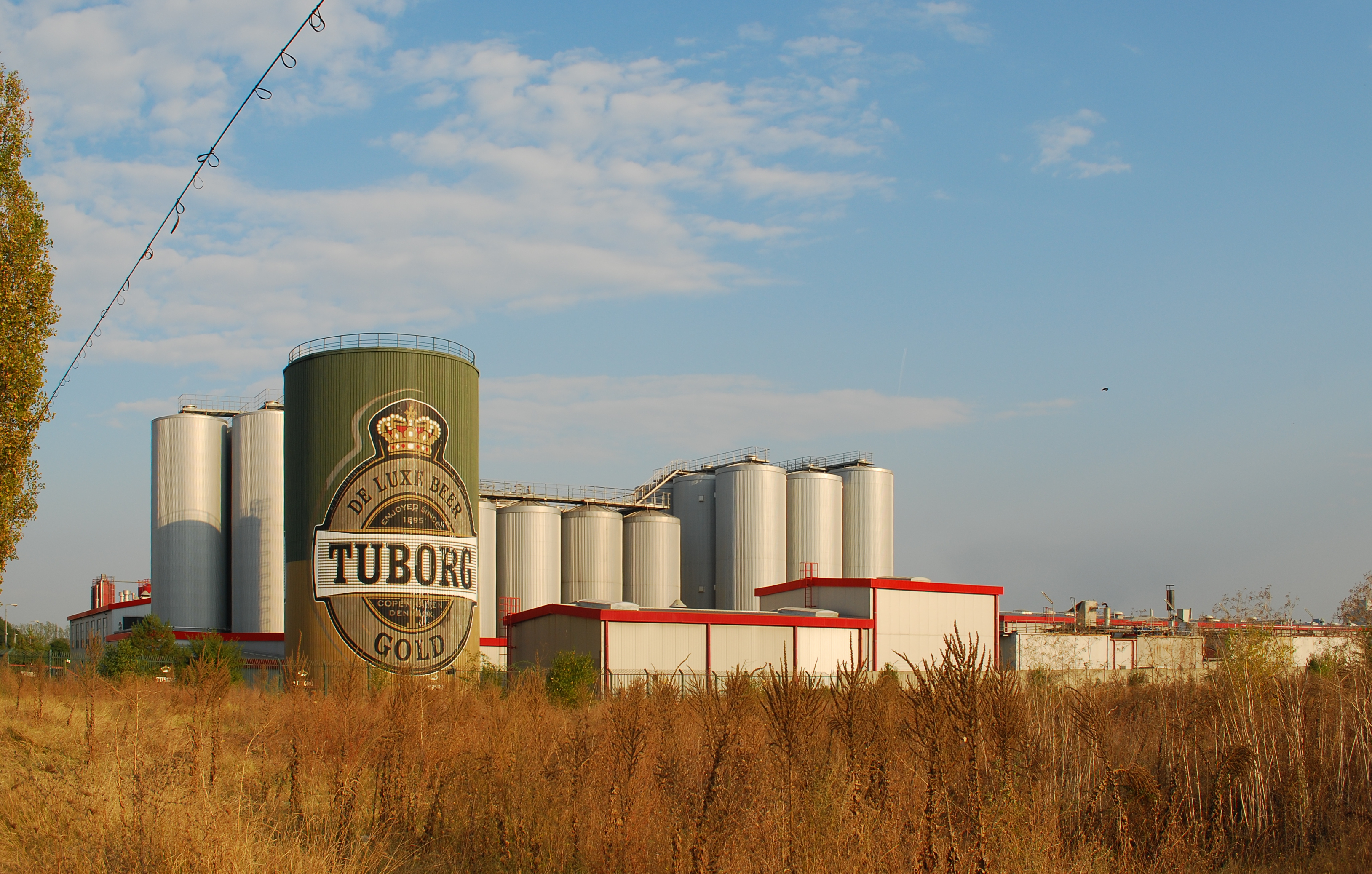
Die Bierfabrik

## Städtepartnerschaft
Pantelimon pflegt seit 2017 eine Partnerschaft mit dem moldawischen Dorf Văsieni im Rajon Ialoveni.